# Justice (DC Comics)
Justice è una miniserie a fumetti di 12 numeri, pubblicata dalla DC Comics dall'agosto 2005 al giugno 2007, scritta da Alex Ross e Jim Krueger, disegnata sempre da Ross e da Doug Braithwaite. La storia coinvolge la squadra di supereroi noti come Justice League of America in un confronto con i supercriminali conosciuti come Legion of Doom, altrimenti noti come Lega dell'Ingiustizia. Tutto questo dopo che ogni supercriminale fu motivato da un sogno comune che sembra essere la fine del pianeta Terra, che essi intendono evitare.

## Sviluppo dell'opera
Finito con il loro precedente progetto, Earth X della Marvel Comics, Alex Ross, Jim Krueger e Doug Braithwaite cominciarono a lavorare su Justice. Ross descrisse la serie come una guerra di supereroi, i Superamici contro la Lega dell'Ingiustizia, fino alla morte. Per certi versi, Justice è il seguito di The World's Greatest Super Heroes di Ross e Paul Dini. Proprio come per Marvels e Kingdom Come, Alex Ross porta il realismo nei suoi disegni e l'esplorazione del mito dei supereroi nella storia.
Ross affermò che, dopo Kingdom Come, voleva staccarsi dalla fissazione per le guerre tra superumani degli anni novanta, e concentrarsi su The World's Greatest Heroes. Solo dopo di ciò ritornò alle storie di guerra tra superumani, come Kingdom Come, per cui è conosciuto.

## Trama
Le bombe cadono verso le città in tutto il mondo. E nonostante i loro poteri, Superman, Flash, J'onn J'onnz ed ogni altro membro della Justice League of America non riescono a salvare nessuno. Appena Superman guarda la Terra dallo spazio, questa esplode. I supercriminali si svegliano: è solo un sogno, ma tutti i supercriminali lo hanno avuto uguale.
Aquaman sente qualcosa di malvagio in fondo al mare e dopo aver scoperto una gigantesca sfera nera sul fondale marino, viene attaccato e catturato da Black Manta. Portato all'interno della sfera gli viene dato il benvenuto da Lex Luthor. A Gotham City, l'Enigmista e i suoi scagnozzi hackerano la rete informatica di Batman nella Wayne Tower proprio mentre Batman arriva. Dalla Torre, ad un inseguimento con la Batmobile, ad un combattimento in una discoteca, infine al cimitero, l'Enigmista viene battuto e portato al manicomio di Arkham. Mentre Superman e Red Tornado sono in cerca di Aquaman, Flash scopre che Capitan Cold ha dato ai popoli del deserto un proprio mare e che Poison Ivy dona cibo gratuitamente ad una città affamata.
In seguito Brainiac utilizza Aquaman per i suoi esperimenti. Nel momento in cui J'onn J'onnz trova Aquaman, viene attaccato psichicamente da Gorilla Grodd. Luthor libera l'Enigmista, e ignora il Joker. Mentre il Giocattolaio crea arti sintetici e protesi per i bisognosi, i media di tutto il mondo diffondono la notizia dell'aiuto arrivato dai supercriminali su tutto il pianeta. Nel frattempo, il satellite della Justice League viene manomesso, Red Tornado viene distrutto, e le identità segrete dei supereroi vengono svelate. Luthor, Black Manta, l'Enigmista e Poison Ivy fanno il loro annuncio al mondo: essi stanno aiutando in un modo in cui la Justice League non ha mai fatto.
All'avvenire di questo annuncio, Bizzarro attacca Clark Kent, Sinestro manda Hal Jordan nel nulla attraverso un boomdotto, Freccia Verde e Black Canary subiscono un'imboscata da parte di Clayface e dello Spaventapasseri, Cheetah attacca Wonder Woman, Ray Palmer viene ferito da un colpo di fucile sparato a distanza da Giganta e tanti altri subiscono attacchi dalle loro nemesi. Quando anche Solomon Grundy, Metallo e il Parassita si uniscono a Bizzarro, Superman chiede aiuto.
Elongated Man capisce che qualcosa non funziona, quando Luthor viene informato delle sfere scure di Brainiac. Superman viene salvato dall'intervento di Capitan Marvel. Wonder Woman sconfigge Cheetah, ma rimane ferita in modo grave.
Altri eroi vengono salvati, eccetto Lanterna Verde e Batman. Superman e Marvel capiscono che Batman e Alfred Pennyworth sono controllati da microscopici vermi meccanici. Per aiutare Superman, ormai pieno di vermi, Marvel lo getta nel Sole, essendo l'unico modo per l'Uomo d'Acciaio di liberarsene. Flash intanto ingerendo i vermi per errore, nel tentativo di rispondere alla chiamata di aiuto di Superman non può smettere di correre e arriva ad una velocità tale che doppia se stesso. Luthor vede le sfere nere salire dall'acqua e divenire intere città. Giganta fallisce nel tentativo di uccidere Ray Palmer mentre questi è in ospedale. Luthor ordina a Gorilla Grodd di mandare un sogno apocalittico anche a Black Adam, e nel frattempo milioni di persone si trasferiscono nelle sfere-città, e tra di loro un Joker travestito. Wonder Woman si reca fino alla Batcaverna, sconfigge Poison Ivy e salva Batman, proprio nel momento in cui i Metal Men, la Doom Patrol e Zatanna trovano Red Tornado e localizzano Aquaman. I criminali continuano col loro piano, attaccando a tradimento i supereroi e i loro cari. Hawkman e Hawkwoman trovano e distruggono il laboratorio del Giocattolaio che veniva utilizzato per costruire i robot per Brainiac, nel frattempo Superman e Capitan Marvel salvano Flash.
Tutti gli eroi si ritrovano infine alla Fortezza della solitudine. Black Manta rapisce qualcun altro per fare avanzare il piano di Brainiac: il figlio di Aquaman. Catturando Capitan Cold, Batman svela a tutti il sogno avuto dai criminali. Wonder Woman racconta a Capitan Marvel che gli artigli di Cheetah erano avvelenati, così che le ferite infertele da Cheetah la stanno tramutando in creta. Lanterna Verde intanto viene riportato nel nostro mondo dallo Straniero Fantasma e fanno ritorno alla Fortezza della solitudine giusto in tempo per la ripresa di Aquaman dalle sue ferite.
Capitan Marvel e una squadra d'attacco attaccano la tana di Grodd e quindi anche Black Adam. A Gotham Bruce Wayne porta Clark Kent dalla dottoressa Leslie Thompkins per apprendere che gli aiuti dei criminali verso gli umani erano avvenuti per il solo scopo di tramutare gli esseri umani in macchine organiche. Col ritorno degli eroi, i Metal Men formano delle armature da battaglia anti-vermi e ingaggiano il combattimento. La JLA combatte la Lega dell'Ingiustizia in due combattimenti: una parte combatte al piano superiore contro i criminali, gli altri combattono nel piano inferiore per salvare i propri cari. Quando i civili e le spalle dei supereroi vengono liberati, e la maggior parte dei criminali è sconfitta, Brainiac prende il controllo di tutte le armi nucleari presenti sulla Terra, ma Aquaman lo ferma in tempo. Superman sconfigge il Giocattolaio, Batman e Martian Manhunter sconfiggono Luthor e Gorilla Grodd, il Corpo delle Lanterne Verdi ferma tutti i missili nucleari e Aquaman riesce a trovare Black Manta, sconfiggendolo e salvando suo figlio. Nel frattempo il Joker distrugge le città aliene dall'interno e sconfigge lo Spaventapasseri.
Per trovare l'ubicazione di Brainiac, Zatanna usa una formula magica che porta lei e altri eroi nello spazio aperto. In quell'istante Superman congela la nave spaziale di Brainiac e subito porta Zatanna sulla Terra per evitarle i danni collaterali causati dall'esposizione all'assenza di gravità e ossigeno dello spazio. Il combattimento giunge alla fine. Su Themyscira, le preghiere della Regina Hippolyta agli dei fanno sì che Wonder Woman rinasca sana e forte, Batman riflette sui cambiamenti da loro apportati al mondo e prevede che un giorno il mondo diventerà un posto migliore. Appena Superman si cambia e diventa Clark Kent, viene scrutato dalla Legione dei Super-Eroi del XXXI secolo.

## Continuity
Rispetto alla continuity dell'universo DC Justice ha luogo al di fuori del continuum spazio-temporale "classico", dato che molti dei personaggi protagonisti della serie si rifanno agli eroi della Silver Age (per esempio, sono presenti come Flash Barry Allen e come Lanterna Verde Hal Jordan al posto di Wally West e Kyle Rayner, in carica al momento della realizzazione della miniserie). Per di più la serie ha connotazioni simili alla serie animata degli anni settanta I Superamici.
In un'intervista, Alex Ross scherzando fece un paragone tra i fumetti All Star Batman e Robin e All Star Superman, due fumetti che come Justice hanno luogo al di fuori della principale continuità dell'universo DC. Tutte e tre le testate sono state lanciate nello stesso periodo come parte di un'onda di libere incarnazioni delle proprietà dell'universo DC, sebbene Justice non abbia il prefisso All-Star di fronte al nome.

## Personaggi
Nonostante sia una storia tipica della Justice League, sono presenti diversi personaggi dell'intero universo DC.

### Justice League of America
Questi sono i personaggi che compongono la formazione vista negli anni settanta, comunemente definita l'era del Satellite della Justice League of America.
- Superman
- Batman
- Wonder Woman
- Aquaman
- Flash
- Lanterna Verde
- Martian Manhunter
- Freccia Verde
- Hawkman
- Hawkwoman
- Atomo
- Black Canary
- Capitan Marvel
- Elongated Man
- Metamorpho
- Plastic Man
- Red Tornado
- Zatanna

### Altri eroi
- Doom Patrol
- Doc Magnus
- Metal Men
- Teen Titans (comprese le incarnazioni della Silver Age)
- Supergirl
- Batgirl
- Capitan Marvel Jr.
- Mary Marvel
- Straniero Fantasma
- Legione dei Super-Eroi

### La Lega dell'Ingiustizia
La squadra dei supercriminali non si basa su nessun fumetto, ma sui nemici della serie animata I Superamici. Mentre viene utilizzata la squadra tuttora presente, altri membri furono aggiunti per la serie.
- Bizzarro
- Black Adam
- Black Manta
- Brainiac
- Capitan Cold
- Cheetah
- Clayface
- Giganta
- Gorilla Grodd
- Lex Luthor
- Metallo
- Parassita
- Poison Ivy
- Enigmista
- Spaventapasseri
- Sinestro
- Solomon Grundy
- Giocattolaio

### Altri criminali
- Joker
- Due Facce
- Dottor Sivana